# 백당나무
백당나무(학명: Viburnum sargentii 비부르눔 사르겐티이[*])는 연복초과의 관목이다. 원산지는 동북아시아이다.
한국·중국·일본 등 북반구의 온대와 아열에 널리 분포하는 낙엽 활엽관목으로 높이 3m에 달하고 어린가지에 잔털이 있다. 잎은 마주나며 끝이 3개로 갈라지고, 양쪽 2개의 열편은 밖으로 벌어진다. 뒷부분의 잎은 갈라지지 않는 것도 있으며, 길이는 5-10cm로서 가장자리에 톱니가 약간 있고 뒷면에 잔털이 있다. 잎자루는 길이 2-3.5cm로서 끝에 2개의 밀선이 있으며, 밑에 턱잎이 있다. 꽃은 5-6월에 피고 흰색이며 산방꽃차례를 이룬다. 꽃자루는 길이 2-5cm로 주변에 중성화가 달리고 중앙에 정상화가 달리며 잔털이 있는 것도 있다. 중성화의 화관은 지름 3cm로서 크기가 다른 5개의 열편으로 갈라지고, 정상화의 화관도 5개의 열편으로 갈라지나, 5개의 수술이 있고 꽃밥은 짙은 자주색이다. 핵과는 둥글고 9월에 붉게 익으며 겨울까지 달려 있다. 꽃보다 가을의 열매가 더 돋보인다.

## 종내 분류군
- 불두화(V. s. f. hydrangeoides (Nakai) Uyeki): 모든 꽃이 무성화인 것을 불두화(佛頭花)라 하며 절에서 심고 있다.
- 털백당나무(V. s. f. puberulum Kom.)
- 황실백당나무(V. s. f. flavum Rehder)

## 사진

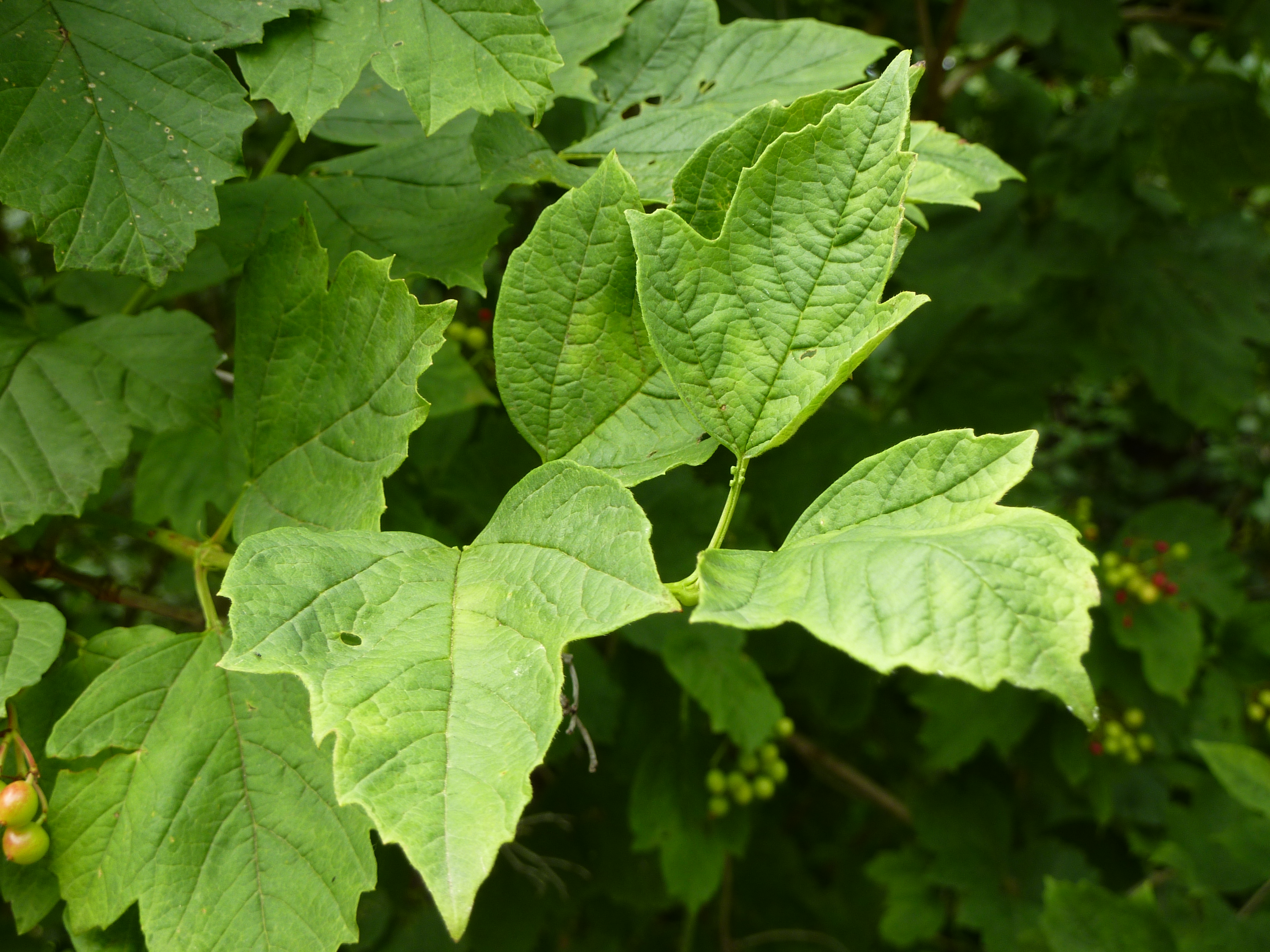
잎
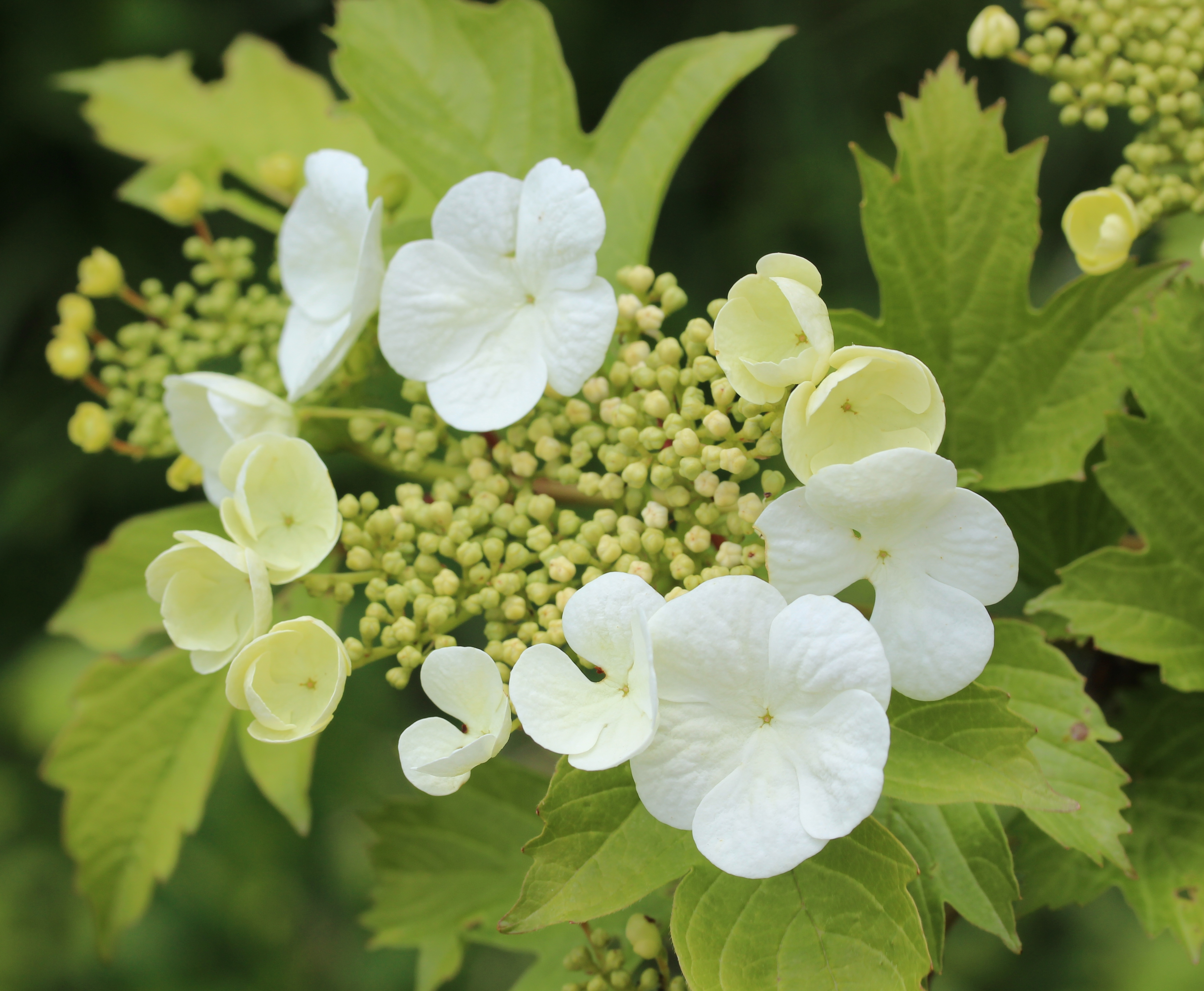
꽃
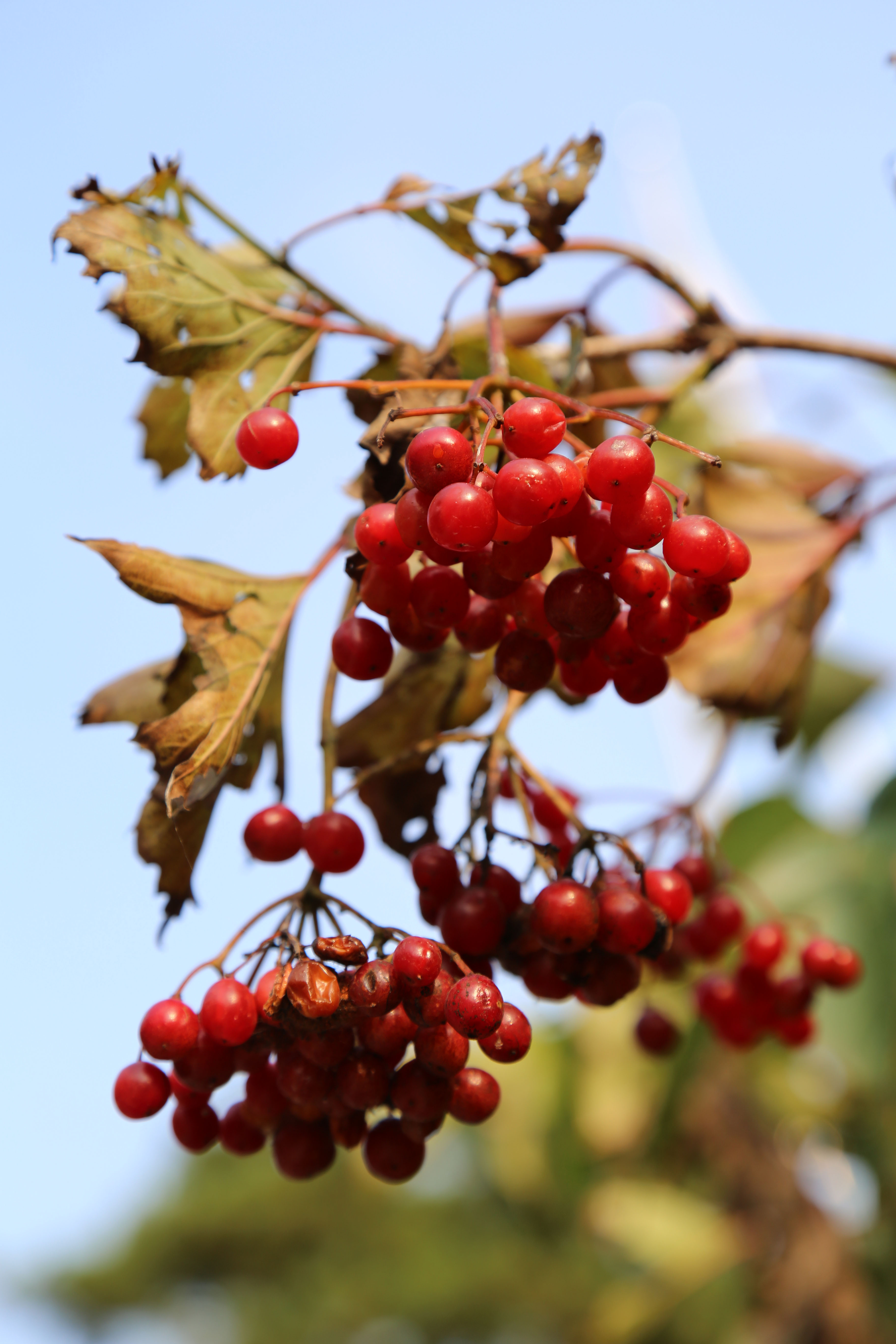
열매 (헌인릉 인근 농원단지)